# Пудамджи, Дади
Дади Дораб Пудамджи (англ. Dadi Dorab Pudumjee, род. 1951) — индийский кукловод и общественный деятель, президент Международного Союза кукольных театров с 2008. Основатель кукольного театра The Ishara Puppet Theatre Trust.

## Биография
Учился в Национальном Институте Дизайна и Академии Дарпана в Ахмадабаде, после чего — в Институте Кукольного Театра в Стокгольме. В 1979 работал в качестве приглашенного директора в Кукольном Театре Берлина. В 1980 создал кукольный театр Сутрадхар при Центре культуры и искусства Шри Рам в Нью-Дели и был его художественным руководителем до 1986, после чего создал свой кукольный театр — The Ishara Puppet Theatre Trust..
В представлениях кукольного театра Пудамджи использует как куклы, надеваемые на руку, так и куклы, которые привязаны к телам актёров. The Ishara Puppet использует большое разнообразие средств перформанса: танцоры, актёры, объекты. Репертуар театра рассчитан в основном на детскую аудиторию, но в то же время Пудамджи в своем творчестве обращается к таким темам, таким как ВИЧ/СПИД и употребление наркотиков. Некоторые его пьесы — адаптация сюжетов, используемых в традиционном индийском театре, такие как история Рама и Ситы или его постановка 2004 года о приключениях Викрама и Бетаала. Пудамджи много гастролировал по миру со своим театром, а также преподавал в Великобритании, России, Японии, Австралии, Индонезии, Бразилии, США , Швеции, Сингапуре, Южно-Африканская республике, Испании. Пудамджи и его труппа исполнили представление о Викраме и Бетаале в театре La MaMa Нью-Йорка.
Пудамджи активно работает с детьми, в том числе беспризорными, в частности, в 2007 реализовал театральный проект с беспризорными детьми по линии ЮНЕСКО и ЕС, а также проекты по негосударственному образованию, которые касаются темы ВИЧ и наркомании. В апреле 2008 он был избран президентом ЮНИМА на четырёхлетний срок, став первым неевропейским президентом в 80-летней истории этой организации. Театр Ishara Puppet ежегодно проводит фестиваль кукольных театров «Ishara International» в январе/феврале в Дели, с шоу в Ченнае, Джайпуре и Мумбае. Ishara известна как одна из ведущих современных кукольных компаний Индии, она регулярно проводит творческие мастерские для различных организаций и неправительственных организаций в Дели и по всей Индии.
На международном конгрессе UNIMA в 2012 году переизбран на должность президента.